# Pinky and the Brain
Pinky and the Brain zijn twee stripfiguren (muizen) uit de gelijknamige Amerikaanse animatieserie die van 1995 tot 1998 werd uitgezonden. Deze tekenfilms werden geproduceerd door Steven Spielberg en uitgebracht door Warner Bros Animation.
Pinky and the Brain zijn begonnen als karakters in de tekenfilmserie Animaniacs, die ook geproduceerd werd door Steven Spielberg. In september 1995 kregen Pinky en the Brain hun eigen half uur durende serie.
De serie won in 1996 een Emmy Award voor beste animatieprogramma.
Het werd in 2009 ook in het Nederlands nagesynchroniseerd en uitgezonden op de zender Nickelodeon. Toen kwam het op TMF Toons en op Nick Toons. Pinky and the Brain wordt nu niet meer uitgezonden in Nederland.

## Het verhaal
'Pinky' en 'the Brain' zijn twee genetisch gemanipuleerde laboratoriummuizen. The Brain is zeer geniaal en Pinky is niet zo slim, maar altijd vrolijk. Ze wonen in een kooi in het Acme laboratorium en elke aflevering ontsnappen de twee muizen om hun grote plan uit te voeren: het veroveren van de wereld! Zoals verwacht eindigt dit na vele komische momenten altijd in een mislukking.
De afleveringen hebben ook altijd een parodie op een bekend persoon in zich. Onder andere Clinton en Bush worden geregeld een hak gezet.

## Karakteristieke uitspraken
Pinky en the Brain staan bekend om hun klassieke uitspraken:
- "Gee, Brain, what do you want to do tonight?" "The same thing we do every night, Pinky, Try to take over the world!" (Hiermee start elke aflevering)
- "Pinky, are you pondering what I'm pondering?" - "I think so Brain, but if you replace the 'P' with an 'O', my name would be Oinky, wouldn't it?"
- "Pinky, are you pondering what I'm pondering?"- "Uh, I think so, Brain, but we'll never get a monkey to use dental floss."
- "Pinky, are you pondering what I'm pondering?" - "Wuh, I think so, Brain, but if we didn't have ears, we'd look like weasels."
- "Pinky, are you pondering what I'm pondering?" - "I think so, Brain, but if the plural of mouse is mice, wouldn't the plural of spouse be spice?"
- Uitspraak Pinky: "Narf!", "Poit!", "Zort!" en "Troz" (deze laatste gebruikte Pinky overigens pas nadat hij had ontdekt dat dit zort was in de spiegel).

## Rolverdeling
| Acteur           | Personage     |
| ---------------- | ------------- |
| Rob Paulsen      | Pinky         |
| Maurice LaMarche | The Brain     |
| Tress MacNeille  | first lady    |
| Frank Welker     | The President |

## Nederlandse stemmen
| Acteur                | Personage |
| --------------------- | --------- |
| Reinder van der Naalt | Pinky     |
| Marcel Jonker         | The Brain |